# Etica Eudemia
L'Etica Eudemia (talvolta abbreviata in EE nelle opere accademiche) è un'opera del filosofo Aristotele. 

## Contenuto
Essa si concentra sull'etica ed è quindi una delle principali fonti disponibili per lo studio dell'etica aristotelica. Il titolo è ispirato ad Eudemo di Rodi, un allievo di Aristotele che avrebbe potuto avere una parte nella redazione conclusiva dell'opera. Si ritiene comunemente che sia stata scritta prima dell'Etica Nicomachea, sebbene questo non sia un giudizio unanime.

## Edizioni
- Aristotele, Le tre etiche, a cura di Arianna Fermani, testo greco a fronte, Milano Bompiani, 2008.